# Вітренко Наталія Михайлівна
Ната́лія Миха́йлівна Вітре́нко (до шлюбу Дубинська; нар. 28 грудня 1951, Київ) — проросійська українська колишня політична діячка, доктор економічних наук, лідерка Прогресивної соціалістичної партії України. Політичні погляди та програма Вітренко мають виразну антизахідну та проросійську спрямованість. Вона виступає проти вступу України до НАТО та інтеграції з Європейським Союзом, а натомість підтримує ідею міждержавного союзу з Росією та Білоруссю. За власними твердженнями, є прихильницею соціалізму й радянської влади.
Завдяки часом неординарній поведінці Наталію Вітренко порівнюють з праворадикальним російським політиком Володимиром Жириновським. На виборах до Верховної Ради України «Блок Наталії Вітренко» не подолав тривідсотковий бар'єр і не представлений в парламенті України.
У 2014 емігрувала до Росії. Після повномасштабного вторгнення Росії в Україну звинуватила у війні США та Британію та виправдовувала російську агресію. Пізніше діяльність її проросійської партії ПСПУ була повністю заборонена в Україні.

## Біографія

### Дитинство
Наталія Дубинська народилася 28 грудня 1951 року в Києві. За два місяці до її народження помер її батько, фронтовий журналіст Михайло Ківович Дубинський (1910-1951). Вихованням Наталії, її сестри Тетяни та брата Кіма займалася мати — Валентина Матвіївна Федченко (1910-1998), викладачка «наукового комунізму» в Київському медичному інституті, доцентка, кандидатка історичних наук. Дитинство Наталія провела на Донеччині в м. Костянтинівка, де працювала мати. В 1965 році мати вийшла на пенсію і разом з сім'єю повернулася до Києва, де Наталія закінчувала середню школу.

### Освіта
Закінчивши 1969 року середню школу № 37 м. Києва «на відмінно», вона вступила до Київського інституту народного господарства (КІНГ) на обліковий факультет. За власним визнанням, під час навчання, була ленінською стипендіаткою, входила комітету комсомолу інституту, депутаткою Ради депутатів трудящих Радянського району Києва, займалася науковою студентською роботою, була переможницею республіканського і міжнародного конкурсів наукових студентських робіт.
По закінченню інституту Наталія Вітренко навчалася в аспірантурі Київського інституту народного господарства з листопада 1973 до листопада 1976.
1977 захистила кандидатську дисертацію на тему «Регіональні проблеми розвитку соціальної інфраструктури».

### Кар'єра
1974 року Вітренко вступила до КПРС.  
З червня 1977 до вересня 1979 року Наталія Вітренко працювала молодшою науковою співробітницею, згодом — старшою науковою співробітницею НДІ науково-технічної інформації Держплану УРСР. 
1979–89 рр. — доцент кафедри статистики КІНГа.
У квітні 1994 p. захистила докторську дисертацію. 1994 року обрана академіком Академії будівництва України, 1997 року — академіком Академії економічної кібернетики.

### Політична діяльність

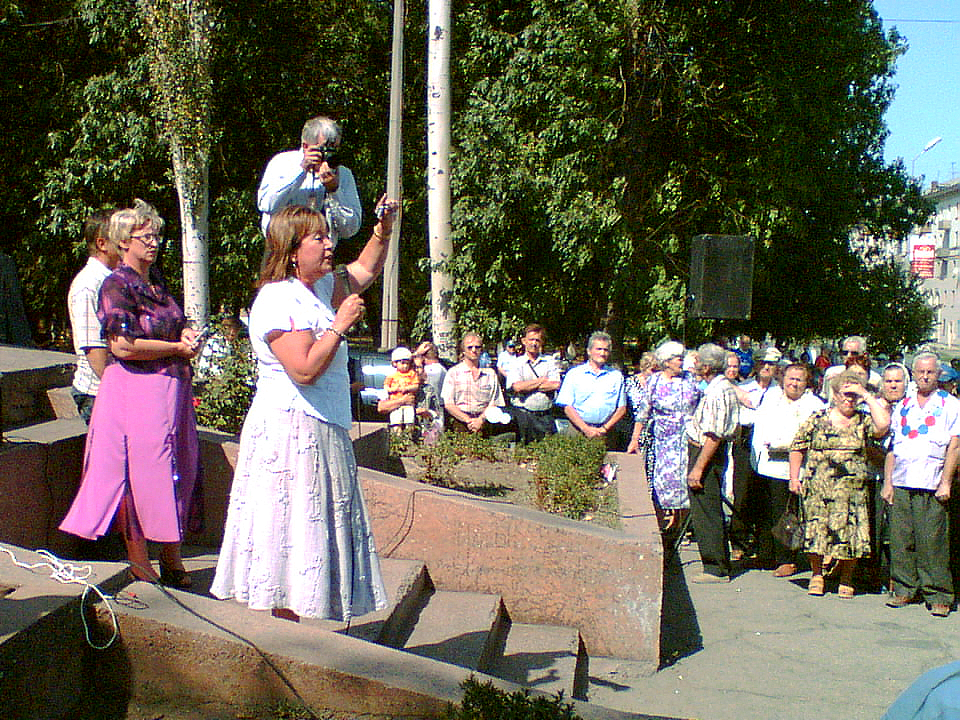
Наталія Вітренко, зустріч з мешканцями міста Алчевська, вересень 2008

У квітні 1991 р. Вітренко зробила доповідь в Академії наук України «Приватизація і соціалістичний вибір», 16 червня того ж року написала свою першу публіцистичну статтю в газеті «Правда України» під заголовком «Комуністична ідея: чи не рано відспівуєте?». Завдяки цій публікації її запросили взяти участь в роботі над економічним розділом нової редакції програми Комуністичної партії України. Після заборони КПУ Вітренко активно допомагала створенню Соціалістичної партії України, — розробляла програмні документи партії, редагувала партійний журнал «Вибір». В лавах СПУ Вітренко опонувала Олександру Морозу, звинувачуючи його в «ігнорування волі народу», зокрема стосовно питання відновлення СРСР. Попри це, вона продовжувала працювати радницею Голови Верховної Ради України О. Мороза.
У грудні 1994 року балотується до Верховної Ради від СПУ, випередивши конкурента-комуніста з 66 % голосів. В парламенті Наталія Вітренко спочатку приєдналася до соціалістичної фракції, а в грудні 1995 через суперечки з керівництвом партії вийшла з неї і була згодом виключена з керівних органів СПУ, а 3 лютого 1996 — також і з партії. Основними суперечностями з СПУ була позиція Вітренко щодо невизнання приватної власності, введення двох офіційних мов (при одній державній) і дозвіл подвійного громадянства. У лютому 1996 року Вітренко почала створення власної партії — «Прогресивної соціалістичної партії України» (ПСПУ). Установчі збори ПСПУ відбулися 20 квітня 1996 року, на котрих Вітренко була обрана головою партії. Програмні документи партії, окрім іншого, передбачали «повновладдя трудящих», збереження влади Рад, основну роль загальнонародної власності (при визнанні «трудової приватної»), зовнішньополітична орієнтація на схід і союзницькі відносини з республіками колишнього СРСР при збереженні незалежності української держави.
На виборах до Верховної Ради 1998 року, ПСПУ отримала 4,04 % голосів і потрапила до парламенту, де Вітренко очолила фракцію ПСПУ. На наступних, президентських виборах в 1999 р. партія Наталії Вітренко зайняла 4-те місце за кількістю голосів. 2000 року через внутрішні конфлікти, а саме через непорозуміння з Вітренко, розпалася фракція ПСПУ в парламенті. Під час виборчої компанії президента, 2 жовтня 1999 р. на Наталію Вітренко був скоєний замах в Кривому Розі. Від 2 гранат вона отримала незначні пошкодження, постраждало 45 осіб. На наступних виборах, 2002 року, партія Вітренко не змогла подолати чотиривідсотковий бар'єр і не потрапила до парламенту. Тим часом 2004 року Вітренко увійшла до Вищої Ради Міжнародного євразійського руху разом з Олександром Дугіним та Дмитром Корчинським.
2004 року Наталія Вітренко балотувалася на посаду президента України і отримала 1,97 % голосів, зайнявши п'яте місце після В. Ющенка, В. Януковича, О. Мороза і П. Симоненка. У другому турі виборів та переголосуванні підтримувала кандидатуру Віктора Януковича. Різко критично віднеслась до подій «Помаранчевої революції». Під час парламентських виборів деякі політики звинувачували Вітренко в тому, що виборча кампанія Блоку Наталі Вітренко фінансувалась російськими кримінальними угрупуваннями. В інтерв'ю газеті «Комсомольская правда в Украине» російський бізнесмен Максим Курочкін, проти якого висувалися кримінальні звинувачення і який був оголошений у всеукраїнський розшук, визнав факт фінансування Н. Вітренко. Наталія Вітренко зазначені звинувачення спростовувала.
Попри це, Вітренко не подолала 3%-бар'єр і не потрапила до Верховної Ради України. На початку лютого 2007 року Наталія Вітренко проголосила про перехід до тотальної опозиції, як до Президента Ющенка, так і до прем'єр-міністра Януковича.
Проросійська позиція значною мірою підтримується фінансуванням політика з російських фондів. Під час подій у лютому 2014 року у Києві, відразу після втечі В. Януковича, Наталія Вітренко провела «референдум» серед мешканців Слов'янська із питанням, чи довіряють вони новій владі у Києві, на який більшість відповіла негативно. Це викликало появу «народних захисників» і так званого «народного мера» Пономарьова, потім приїзд диверсанта Стрєлкова та врешті збройного протистояння, підтриманого добровольцями з Росії, Чеченії, Криму, та зброєю з території сусідньої держави, і яке не припинилося після виборів нового президента України П. Порошенка та після проголошеного перемир'я. Це протистояння привело до численних жертв серед військових, сепаратистських ополченців та мирних мешканців. Держфінмоніторингом України спільно із Службою безпеки України відслідкували перерахування грошей з фонду Представництва ВАТ «Головне управління облаштування військ» м. Севастополя — це структура Міноборони РФ — на фірму в Донецьку, а також з рахунку «Фонду поддержки и защиты прав соотечественников проживающих за рубежом» (Російська Федерація), на рахунок ВГЖО «Дар життя», керівницею якого є Наталя Вітренко.
Серед громадськості та в деяких виданнях за Наталією Вітренко закріпилося прізвисько «Конотопська відьма».

### Приватне життя
1971 року Наталія одружилася з одногрупником Русланом Моторіним і через рік народила першу доньку Ольгу.
Другий чоловік: Юрій Вітренко. 1976 року від нього народила сина Юрія, 1983 року дочку Марину.
За власним визнанням Вітренко, її шлюб розпався через активну політичну діяльність. Її колишній чоловік працює в міністерстві економіки. Велику увагу привернули стосунки Вітренко та її соратника по партії Володимира Марченка, в основному через гучну справу про побиття народного депутата Мовчана за висловлювання про їхні інтимні стосунки. Старша дочка Ольга закінчила Київський університет, працює помічницею-консультанткою у Верховній раді України і також входить до ПСПУ. У липні 2000 року вона народила сина Михайла.
Син Наталії Вітренко Юрій закінчив аспірантуру в інституті міжнародних відносин, до 2008 року працював головним радником голови правління НАК «Нафтогаз України», станом на 2018 рік Юрій Вітренко — головний виконавчий директор НАК «Нафтогаз України». Старший брат Ким Михайлович Дубинський помер 1986 року, її сестра Тетяна Михайлівна Іванова мешкає в Москві — вона кандидат біологічних наук, завідує лабораторією в одній з московських клінік.

## Висловлювання
6 листопада 2019 року, в Москві, де вона мешкає з 2014, Вітренко заявила, що «нацизм підняв голову в Україні. Колаборанти, прислужники Гітлера, вони зараз здійснюють реванш».